# Szalagpinty

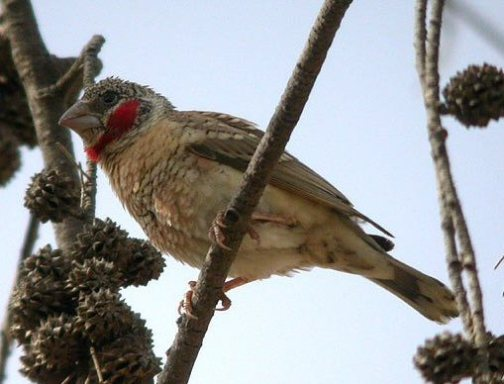

A szalagpinty vagy vágott-torkú pinty (Amadina fasciata) a madarak osztályának a verébalakúak (Passeriformes) rendjébe, ezen belül a díszpintyfélék (Estrildidae) családjába tartozó faj.

## Előfordulása
Afrikában a Szaharától délre elterülő szavannák és száraz erdők lakója.

## Alfajai
- Amadina fasciata fasciata (Gmelin, 1789)
- Amadina fasciata furensis (Lynes)
- Amadina fasciata alexanderi (Neumann, 1908)
- Amadina fasciata candida (Friedmann)
- Amadina fasciata meridionalis (Neunzig, 1910)
- Amadina fasciata contigua (Clancey, 1970)

## Megjelenése
Testhossza 12-13 centiméter. A hím felül szürkésbarna, sűrű fekete keresztmintázattal. A farkcsík és a felső farokfedők világosbarnák. A szárnyfedő tollak szürkésbarnák, fekete keresztövekkel a sárgásbarna hegyek előtt. A külső karevezők szürkésbarnák, a többi evezőtoll sötétbarna, sárgásbarna szegéllyel. A farktollak feketék, fehér véggel. A torok és a fejoldalak fehérek, a torok alatt a fültájékig egy széles karminvörös nyakszalag húzódik, ami úgy néz ki, mintha el lenne vágva a torka.. Alul halvány sárgásbarna színű, a mell alsó részeinek közepe és a has gesztenyebarna. A kloáka környéke fehér, az alsó farokfedők sárgásbarna színűek, fekete alappal. A mell elülső része és a hasoldal apró fekete mintákkal tarkított. A szem barna, a láb hússzínű, a csőr világos ólomszürke. A tojónak nincs piros nyakszalagja és hiányzik a mell alsó részének közepéről és a hastájékról a gesztenyebarna színezet.

## Életmódja
Különböző magvakkal és rovarokkal táplálkozik.

## Szaporodása
Fűből és tollakból építi gömb alakú fészkét, de előfordul, hogy más madarak fészkébe költözik. Fészekalja 4-6 tojásból áll, melyen 18-21 napig kotlik.

## Tartása
Már a XVII. században behozták európába (pl. Németországba 1869-ben). Első sikeres tenyésztéséről 1790-ben számoltak be. Nyugodt békés madár. Költési időben azonban agresszívé válik. Könnyen költésre bírható, de nem feltétlenül jó nevelő. A fészekkontrollra érzékeny. Érdekes, hogy az elpusztult fiókáit nem dobja ki a fészekből.

### Szaporítása

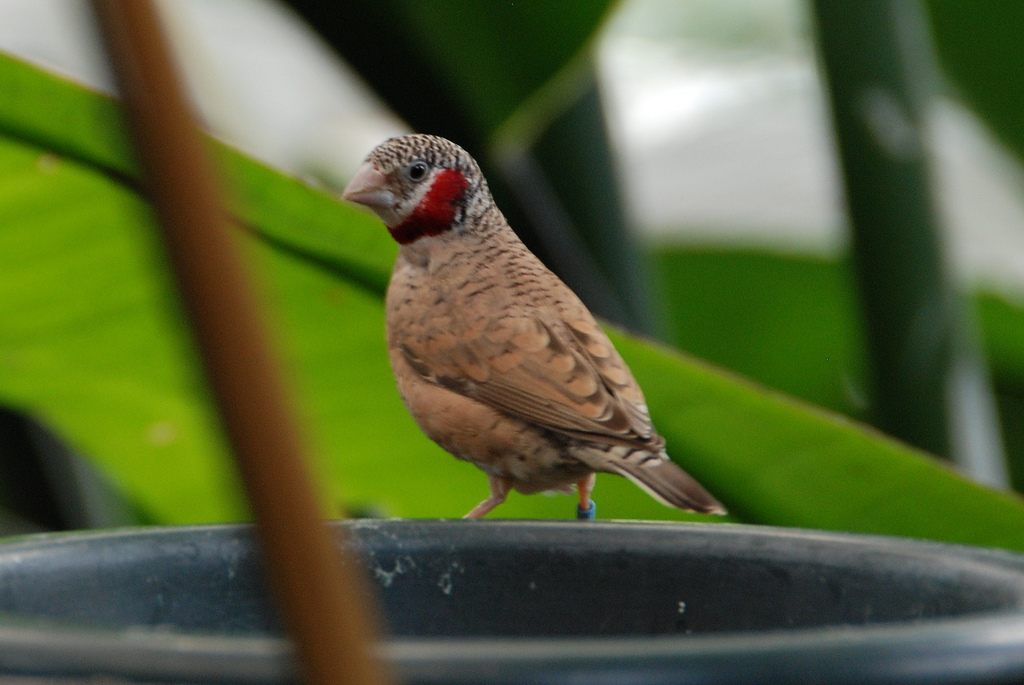

Minimális kalitméret 100x50x60 centiméter páronként. Volierben könnyebben szaporodik.
Ha több fajjal tartjuk együtt, nála gyengébb díszpintyekkel együtt költetni nem tanácsos.
Nyugodtan tartható rizspintyekkel, szarkapintyekkel, zebrapintyekkel, gyémántpintyekkel és szövőmadarakkal.
Szereti a tágas fészekodút. Fészkét fűszénából építi. Ennél a fajnál is gyakori a tojáselakadás. Tehát a költés előtt érdemes a megfelelő mészpótlás ill. a magkeverék olajjal történő keverése. A kikelt fiókák feketék, sötétszürke pihékkel. Igen zajosan kérik az eleséget.
A fiókák felneveléséhez a szokásos magkeveréken kívül (fénymag, muharmag, kölesfélék) bőven fogyasztanak csíráztatott magot, lágyeleséget, zöldeledelt (saláta, tyúkhúr). A szalagpinty szereti a lisztkukacot is.
A fiatal hímek már a kirepüléskor megkülönböztethetők – megvan a piros nyakszalag.
- Gyűrűzés: 2,5mm-es gyűrűvel a 8-10. napon.

### Színváltozatai
- Sárga nyakszalagos. Ennél a mutációnál a vörös színt sárga helyettesíti.
- Fehér. Ennél a mutációnál a test fehér színe változó intenzitású. A nyakszalag vörös.

### Tartott állomány nagysága
Magyarországon a 70-es 80-as években igen gyakori kalitmadár volt. Mára állománya jelentősen megcsappant. Nem kis szerepe van ebben a 2005 decemberében elrendelt EU-s importstopnak. Miszerint meghatározatlan időre nem lehet madarakat importálni az Európai Unió államaiba. A madárinfluenzára hivatkozva. Így megszűnt az utánpótlás.